# Liste des intercommunalités de la Haute-Marne

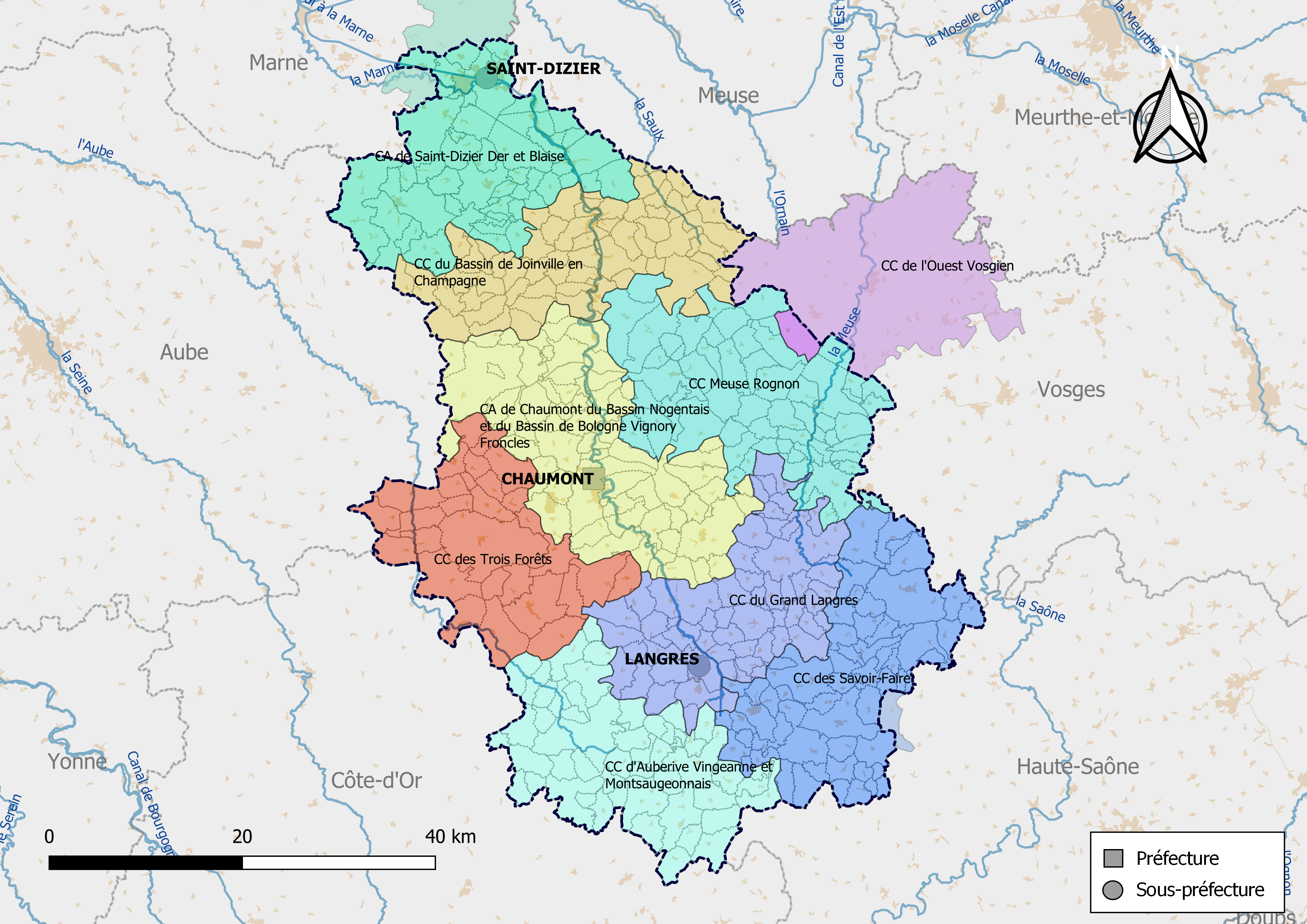
Carte des EPCI de la Haute-Marne au 1er janvier 2019.

Depuis le 1er janvier 2017, le département de la Haute-Marne compte 8 établissements publics de coopération intercommunale à fiscalité propre dont le siège est dans le département (2 communautés d'agglomération et 6 communautés de communes), dont deux qui sont interdépartementaux. Par ailleurs une commune est groupée dans une intercommunalité dont le siège est situé hors département (dans les Vosges).

## Intercommunalités à fiscalité propre
| Forme juridique                                           | Nom                                                                          | no SIREN  | Date de création | Nombre de communes      | Population (der. pop. légale) | Superficie (km2) | Densité (hab./km2) | Siège              | Président            |
| --------------------------------------------------------- | ---------------------------------------------------------------------------- | --------- | ---------------- | ----------------------- | ----------------------------- | ---------------- | ------------------ | ------------------ | -------------------- |
| Communauté d'agglomération                                | CA de Saint-Dizier Der et Blaise                                             | 200068666 | 1er janvier 2017 | 60 (dont 50 dans le 52) | 56 086 (2021)                 | 929,70           | 60                 | Saint-Dizier       | Quentin Brière       |
| Communauté d'agglomération                                | CA de Chaumont, du Bassin Nogentais et du Bassin de Bologne Vignory Froncles | 200068658 | 1er janvier 2017 | 63                      | 43 994 (2021)                 | 927,0            | 48                 | Chaumont           | Christine Guillemy   |
| Communauté de communes                                    | CC du Grand Langres                                                          | 200072999 | 1er janvier 2017 | 54                      | 20 750 (2021)                 | 696,40           | 30                 | Langres            | Marie-Josée Ruel     |
| Communauté de communes                                    | CC des Savoir-Faire                                                          | 200070332 | 1er janvier 2017 | 63 (dont 60 dans le 52) | 15 082 (2021)                 | 807,40           | 19                 | Fayl-Billot        | Eric Darbot          |
| Communauté de communes                                    | CC du bassin de Joinville en Champagne                                       | 200044253 | 1er janvier 2014 | 59                      | 12 282 (2021)                 | 695,80           | 18                 | Joinville          | Jean-Marc Fevre      |
| Communauté de communes                                    | CC Meuse Rognon                                                              | 200069664 | 1er janvier 2017 | 59                      | 10 531 (2021)                 | 848,60           | 12                 | Illoud             | Nicolas Lacroix      |
| Communauté de communes                                    | CC d'Auberive Vingeanne et Montsaugeonnais                                   | 200027308 | 1er janvier 2011 | 51                      | 8 125 (2021)                  | 760,40           | 11                 | Le Montsaugeonnais | Patrick Berthelon    |
| Communauté de communes                                    | CC des Trois Forêts                                                          | 245200597 | 1er octobre 2003 | 29                      | 7 336 (2021)                  | 689,40           | 11                 | Châteauvillain     | Marie-Claude Lavocat |
| Intercommunalité dont le siège est situé hors département |                                                                              |           |                  |                         |                               |                  |                    |                    |                      |
| Communauté de communes                                    | CC de l'Ouest Vosgien                                                        | 200068559 | 1er janvier 2017 | 69 (dont 1 dans le 52)  | 22 986 (2022)                 | 728,50           | 32                 | Neufchâteau (88)   | Simon Leclerc        |

## Historique

### Évolutions au 1erjanvier 2017
Conformément au schéma départemental de coopération intercommunale arrêté le 29 mars 2016 :
- extension de la communauté d'agglomération Saint-Dizier, Der et Blaise à la communauté de communes de la vallée de la Marne, à la communauté de communes du Pays du Der et aux communes de Cheminon et Maurupt-le-Montois (issues de la communauté de communes Saulx et Bruxenelle),
- création de la communauté d'agglomération de Chaumont, du Bassin Nogentais et du Bassin de Bologne Vignory Froncles par fusion de la communauté d'agglomération du pays chaumontais, de la communauté de communes du bassin nogentais et de la communauté de communes du bassin de Bologne Vignory et Froncles,
- création de la communauté de communes Meuse Rognon par fusion de la communauté de communes de la vallée du Rognon et de la communauté de communes de Bourmont, Breuvannes, Saint-Blin,
- extension de la communauté de communes du Grand Langres à la communauté de communes du Bassigny,
- création de la communauté de communes du Pays de Chalindrey, de Vannier Amance et de la région de Bourbonne-les-Bains par fusion de la communauté de communes Vannier Amance, de la communauté de communes de la région de Bourbonne-les-Bains et de la communauté de communes du pays de Chalindrey.

### Anciennes communautés de communes
1. Communauté de communes de l'Étoile de Langres
2. Communauté de communes de la région de Doulevant-le-Château
3. Communauté de communes de la région de Neuilly-l'Évêque
4. Communauté de communes de la vallée de la Suize
5. Communauté de communes de la Vingeanne
6. Communauté de communes de Prauthoy-en-Montsaugeonnais
7. Communauté de communes des deux vallées
8. Communauté de communes des quatre vallées
9. Communauté de communes du Bourmontais
10. Communauté de communes du canton de Laferté-sur-Amance
11. Communauté de communes du canton de Saint-Blin
12. Communauté de communes du pays d'Amance
13. Communauté de communes du pays Vannier
14. Communauté de communes du val de Blaise
15. Communauté de communes du val du Rongeant
16. Communauté de communes Marne Rognon